# St. Anna (Stahle)

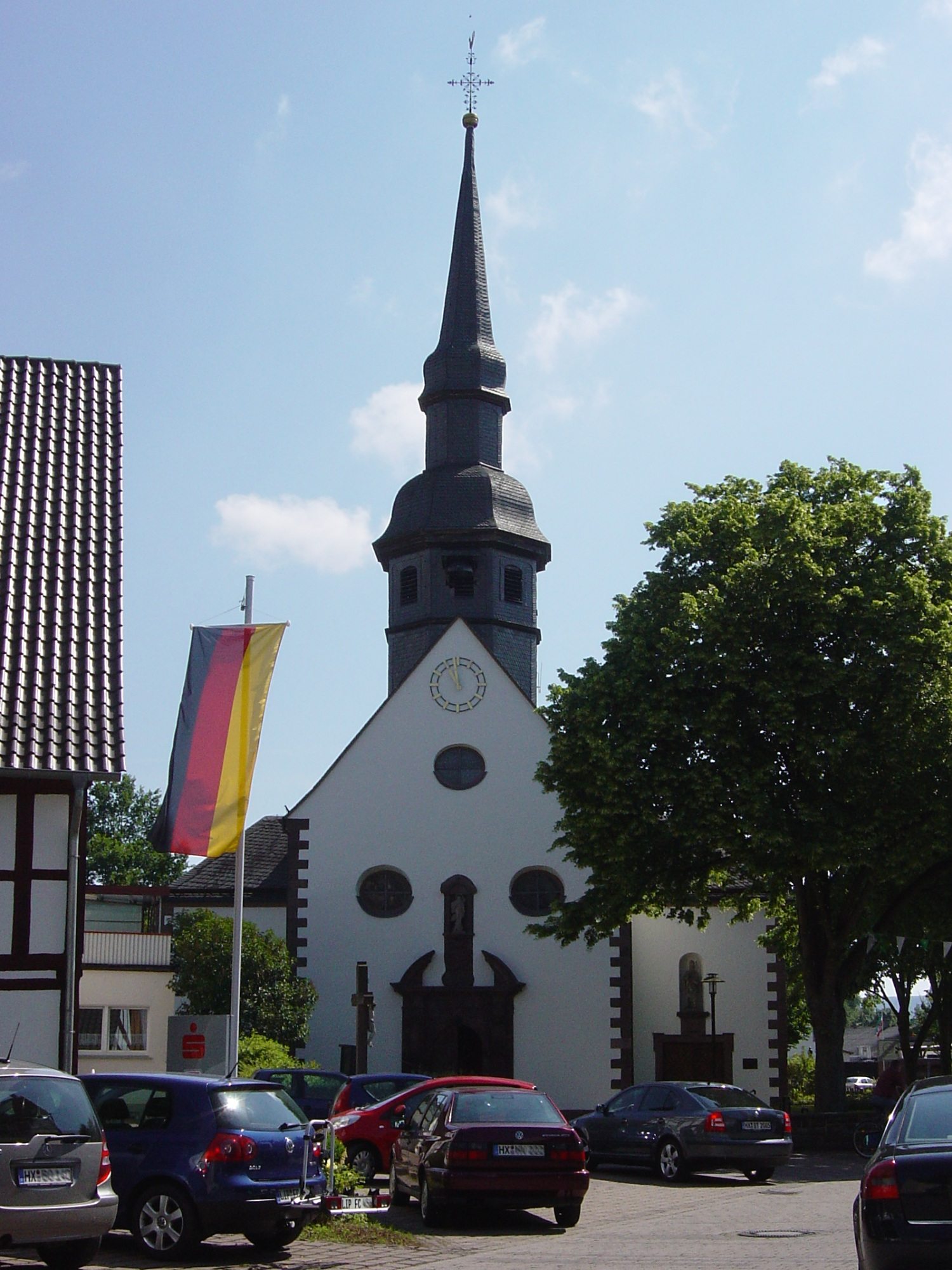
St. Anna

Die römisch-katholische Pfarrkirche St. Anna ist ein denkmalgeschütztes Kirchengebäude in Stahle, einer Ortschaft der Kreisstadt Höxter in Nordrhein-Westfalen.

## Geschichte und Architektur
Die Kirchengemeinde ist durch ununterbrochene Folge der Pfarrer seit 1663 nachweisbar. Bis 1669 gehörte die Gemeinde zu Albaxen. Die ursprüngliche Kirche von 1697 war ein schlichter Saalbau, der 1910 umgebaut wurde. Dieser wurde 1963 abgerissen, wobei der Dachreiter und ein barockes Sandsteinportal erhalten wurden.
Ebenfalls erhalten blieb der Kirchturm aus dem Jahr 1732.

## Ausstattung
- Ein Hochaltar um 1700

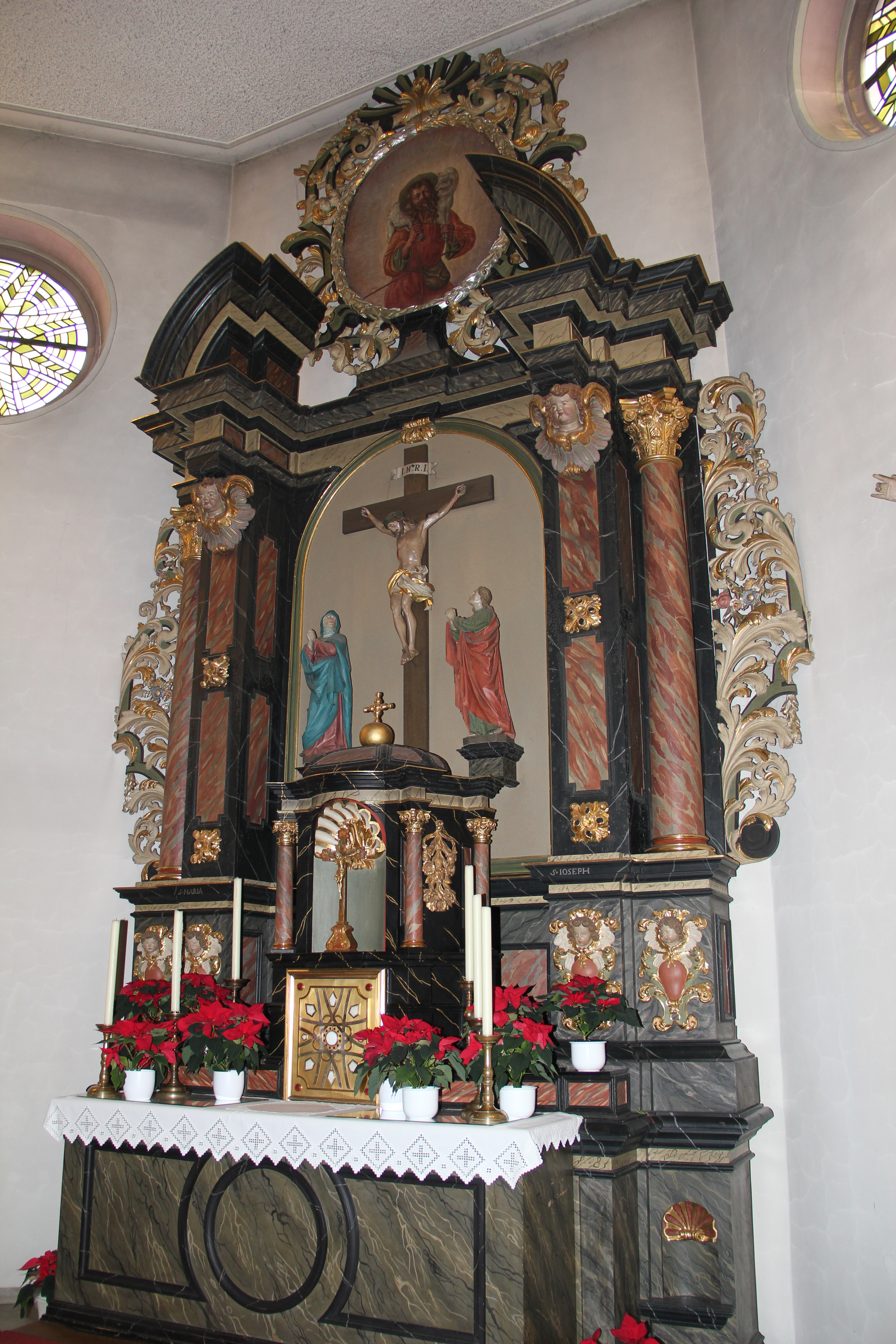
Hochaltar der Sankt-Anna-Kirche in Stahle

- Ein Taufstein in Pokalform bezeichnet 1670
- Ein vergoldeter Kelch aus Silber mit Medaillons. Er ist auf nielliertem Grund graviert. Der Ständer stammt aus der Zeit um 1300, die becherförmige Kuppa vom Ende des 14. Jahrhunderts.[1][2]